# Volksbank Raiffeisenbank Niederschlesien
Die Volksbank Raiffeisenbank Niederschlesien eG ist eine deutsche Genossenschaftsbank mit Sitz in der sächsischen Kreisstadt Görlitz im Landkreis Görlitz in Ostsachsen.

## Geschichte
Am 27. April 1859 wurde die Genossenschaft erstmals im Hauptverwaltungsbericht der Stadt Görlitz – Arta des Magistrats zu Görlitz – sowie im Bericht der Handelskammer benannt.
Aufgrund der Wirtschaftskrise von 1929 wurde die Bank von 1929 bis 1931 zur Gewerbe- und Landwirtschaftsbank eGmbH. Da sich im Dritten Reich alle Gewerbebanken im Rahmen der Gleichschaltung in Volksbanken umbenennen mussten, wurde auch aus der Genossenschaftsbank 1938 die „Volksbank Görlitz eGmbH“. Ende 1945 nach Beendigung des Zweiten Weltkrieges wurde die Geschäftsstelle geschlossen und am 1. Januar 1946 wieder eröffnet. In der Generalversammlung am 10. April 1946 wurde sodann die Umfirmierung zur „Bank für Handwerk und Gewerbe eGmbH“ beschlossen. Nach der Wiedervereinigung wurde die Bank zur „Volksbank Görlitz eG“ umfirmiert.
1991 kam es dann zur Verschmelzung der Volksbank Görlitz eG mit der Bank- und Handelsgenossenschaft Raiffeisen eG Görlitz (Raiffeisenbank Görlitz eG) und es entstand die „Volksbank und Raiffeisenbank Görlitz eG“.
Im Jahr 2005 verschmolz diese mit der Raiffeisenbank-Volksbank Niesky-Weißwasser eG mit dem Sitz in Niesky zur „Volksbank Raiffeisenbank Niederschlesien eG“. Diese wiederum entstand im Jahr 1994 aus der Fusion der Raiffeisenbank Weißwasser e.G. mit dem Sitz in Weißwasser/Oberlausitz mit der Raiffeisenbank eG Niesky mit dem Sitz in Niesky.

## Rechtsverhältnisse
Die Volksbank Raiffeisenbank Niederschlesien eG ist im Genossenschaftsregister beim Amtsgericht Dresden unter GnR 310 eingetragen.

## Organisationsstruktur
Rechtsgrundlagen sind das Genossenschaftsgesetz und die durch die Vertreterversammlung beschlossene Satzung. Organe der Bank sind der Vorstand, der Aufsichtsrat und die Vertreterversammlung.

## Sicherungseinrichtung
Die Volksbank Raiffeisenbank Niederschlesien eG ist der amtlich anerkannten Sicherungseinrichtung des Bundesverbandes der Deutschen Volksbanken und Raiffeisenbanken GmbH und der zusätzlichen freiwilligen Sicherungseinrichtung des Bundesverbandes der Deutschen Volksbanken und Raiffeisenbanken e.V. angeschlossen.

## Geschäftsausrichtung
Die Volksbank Raiffeisenbank Niederschlesien eG betreibt das Universalbankgeschäft. Im Verbundgeschäft arbeitet sie mit der DZ Bank, R+V Versicherung, Bausparkasse Schwäbisch Hall, Teambank, VR Leasing,  DZ Hyp und der Union Investment zusammen.

## Geschäftsgebiet
Das Geschäftsgebiet liegt im Osten und Norden des Landkreises Görlitz.
An diesen Orten betreibt die Bank Filialen:
- Görlitz (Hauptstelle, jur. Sitz)
- Niesky (Geschäftsstelle)
- Weißwasser (Geschäftsstelle)
- Markersdorf (Geschäftsstelle)
- Reichenbach/O.L. (Geschäftsstelle)
- Schönau-Berzdorf auf dem Eigen (Geschäftsstelle)